# 焦大
焦大，《红楼梦》人物。宁国府的老奴。从小跟宁国公贾演出过三四回兵，曾从死人堆里把奄奄一息的主子背出来。没有饭吃，他饿著肚子去偷东西给主子吃，没有水喝，他自己喝马尿，把得来的半碗水给主子喝。由于以往的功劳情分，宁国府的主子们对他另眼相看，不大难为他。因为深恶宁府后代糜烂的生活，曾在喝醉酒后敢厉声大骂他们（第七回）。